# Cultura de Fontboïssa
La cultura de Fontboïssa és una cultura calcolítica, establerta al Llenguadoc. El seu nom prové del poblat prehistòric de Fontboïssa descobert a la ciutat de Vilavièlha, al departament occità de Gard.

## Cronologia
Fontboïssa és posterior a la cultura de Verasan en el Llenguadoc occidental i a la cultura de Ferrières (neolític final) en el Llenguadoc oriental. La cultura de Fontboïssa està datada entre el 2.300 i el 1.800 a. C. i ocupa una fase cultural compresa entre el Neolític final i el Calcolític.

## Característiques
L'àrea d'extensió de la cultura de Fontboïssa està circumscrita a la garriga llenguadociana fins al Roine. Es desenvolupa al voltant de llogarets o pobles composts per entre 10 i 50 habitatges. Els edificis són generalment de forma oval, sense cantons vius, amb els extrems amb absis, però també hi ha cabanes de planta circular o rectangular. Les cases més llargues arriben a 22 m de longitud, com en el jaciment de Cambús a Viòus en la Val. L'espai habitable va des de 5 m2 fins a 50 m². Les parets són de pedra seca (0,60 m a 2 m d'ample) i suporten una estructura de fusta. La coberta podria ser de branques, pissarra o fins i tot de pedres seques corbades fent arc, depenent de la zona a cobrir. Al jaciment de Bossargues, a Argelièrs, hi ha un curiós clos trapezoïdal envoltat de petites cabanes circulars, la destinació del qual es desconeix.
La densitat d'ocupació del territori és bastant forta (de 20 a 25 poblats per cada 100 km²). Els poblats es construïren indistintament a altures, vessants de muntanya o planes, però cada poblat té diversos terrenys de característiques físiques diferenciades (muntanya, altiplà, conca, pla) que corresponen a un tipus d'activitats agrícoles específiques. Encara que els fontboïssans van ser dels primers en el territori de la França actual a practicar la metal·lúrgia artesanal del coure, eren sobretot camperols.